# Korps Speciale Troepen

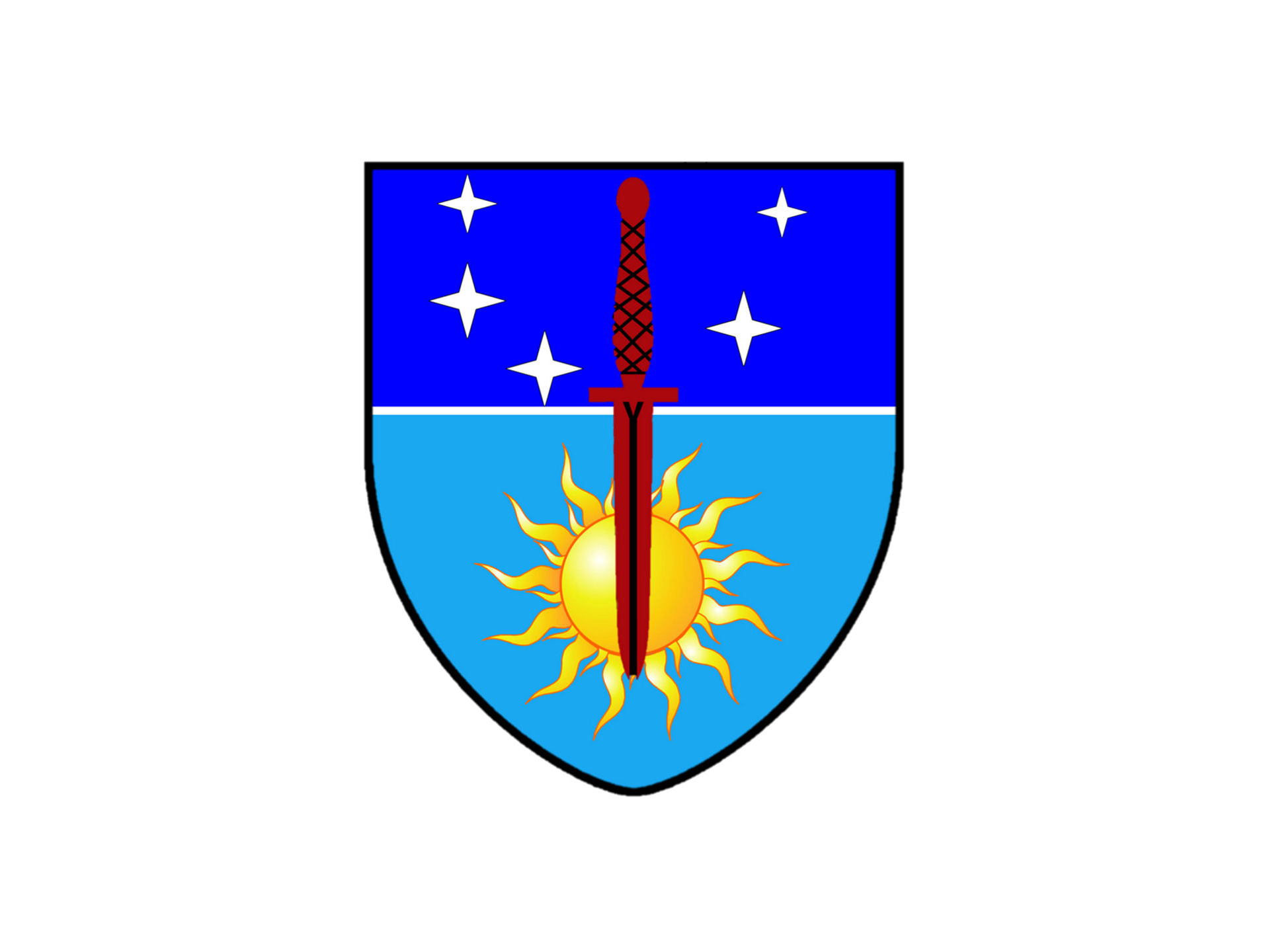
Armoiries des Korps Speciale Troepen

Les Korps Speciale Troepen (KST ou littéralement les troupes spéciales néerlandaises) étaient les forces spéciales des Pays-Bas ayant combattu lors de la révolution nationale indonésienne. Sous le commandement de Raymond « le Turc » Westerling, ils furent accusés d'utiliser des méthodes de terreur pour étouffer la révolution en Sulawesi du Sud en décembre 1946.